# Irene Abendroth
Irene Abendroth, coniugata von Draga (Leopoli, 14 luglio 1872 – Weidling, 1º settembre 1932) è stata un soprano austriaco.

## Biografia
Irene Abendroth nacque a Leopoli, all'epoca parte dell'Impero austro-ungarico, e studiò canto a Milano con Francesco Lamperti e Cleofonte Campanini.
Nel marzo 1889, appena diciassettenne, esordì a Vienna come protagonista ne La sonnambula. Continuò a cantare all'Opera di Corte tra il 1894 e il 1899, quando i continui dissapori con Gustav Mahler la portarono a lasciare la capitale per Dresda, dove cantò regolarmente fino al 1908. Qui cantò come Floria Tosca in occasione della prima tedesca dell'opera di Puccini nel 1902 e tre anni dopo fu insignita del titolo di Kammersänger. 
Negli anni seguenti cantò a Stoccarda, Francoforte, Lipsia e all'Opera di Stato di Praga. Apprezzata soprano di coloratura, cantò un repertorio che annoverava una settantina di personaggi. Dopo l'addio alle scene continuò a cantare ancora in concerto per qualche anno, esplorando il repertorio di lied e oratori. Carlo Schmidl la descrive come "artista di non comune talento, di voce belle ed agile", notando anche che "ebbe sempre i maggiori trionfi".
Sposata con il direttore delle ferrovie austriache Thomas Joseph Taller Edlem von Draga dal 1900, perse gran parte della sua fortuna nella crisi economica che seguì alla prima guerra mondiale e visse in ristrettezza a Weidling fino alla morte nel 1932.

## Repertorio
| Ruolo                   | Titolo                        | Autore      |
| ----------------------- | ----------------------------- | ----------- |
| Adalgisa Norma          | Norma                         | Bellini     |
| Lucia Ashton            | Lucia di Lammermoor           | Donizetti   |
| Martha                  | Martha                        | Flotow      |
| Alceste                 | Alceste                       | Gluck       |
| Nedda                   | Pagliacci                     | Leoncavallo |
| Isabelle                | Robert le Diable              | Meyerbeer   |
| Marguerite de Valois    | Les Huguenots                 | Meyerbeer   |
| Selika                  | L'africana                    | Meyerbeer   |
| Ismene                  | Mitridate, re di Ponto        | Mozart      |
| Donna Anna Donna Elvira | Don Giovanni                  | Mozart      |
| Konstanze               | Die Entführung aus dem Serail | Mozart      |
| Susanna Contessa        | Le nozze di Figaro            | Mozart      |
| Regina della Notte      | Die Zauberflöte               | Mozart      |
| Tosca                   | Tosca                         | Puccini     |
| Rosina                  | Il barbiere di Siviglia       | Rossini     |
| Mignon                  | Mignon                        | Thomas      |
| Alice Ford              | Falstaff                      | Verdi       |
| Amelia                  | Un ballo in maschera          | Verdi       |
| Desdemona               | Otello                        | Verdi       |
| Gilda                   | Rigoletto                     | Verdi       |
| Violetta                | La traviata                   | Verdi       |
| Leonora                 | Il trovatore                  | Verdi       |